# 安提瓜和巴布達國徽
安提瓜和巴布達國徽啟用於1967年2月16日，為盾徽，图案为太陽在海上升起。下方有制糖工廠。盾上方有頭盔，頂著鳳梨和木槿。盾兩側由分別持有甘蔗和絲蘭的鹿守護著。綬帶上書有英语的國家格言「众人竭力，皆有所成」。